# Виланова Мондови
Вилано̀ва Мондовѝ (на италиански: Villanova Mondovì; на пиемонтски: Vilaneuva dël Mondvì, Виланеува дъл Мондъви) е градче и община в Северна Италия, провинция Кунео, регион Пиемонт. Разположено е на 526 m надморска височина. Населението на общината е 5838 души (към 2010 г.).